# Warrenton (Sudafrica)
Warrenton è un centro abitato del Sudafrica, situato nella provincia del Capo Settentrionale.